# 207 Hedda
A 207 Hedda a Naprendszer kisbolygóövében található aszteroida. Johann Palisa fedezte fel 1879. október 17-én.